# Mîrne, Ohtîrka
Mîrne (în ucraineană Мирне; în trecut, Illicivka în ucraineană Іллічівка) este un sat în comuna Soneacine din raionul Ohtîrka, regiunea Sumî, Ucraina.

## Demografie
Componența lingvistică a localității Mîrne
     Ucraineană (83,02%)
     Rusă (16,6%)
Conform recensământului din 2001, majoritatea populației localității Mîrne era vorbitoare de ucraineană (83,02%), existând în minoritate și vorbitori de rusă (16,6%).